# Phaseolus atomifer
Phaseolus atomifer là một loài thực vật có hoa trong họ Đậu. Loài này được M.E. Jones miêu tả khoa học đầu tiên năm 1929.